# Institut for Sprog, Litteratur og Kultur
Institut for Sprog, Litteratur og Kultur ved Aarhus Universitet forestår forskning og undervisning i sprogvidenskabelige, litterært-kulturelle og historisk-samfundsorienterede problemstillinger for en række sprog. Det gælder de klassiske sprog oldgræsk og latin, samt de moderne vesteuropæiske sprog engelsk, fransk, italiensk, portugisisk-brasiliansk, spansk og tysk. Instituttet udbyder undervisning i engelsk, brasiliansk, fransk, klassisk filologi, spansk og tysk, samt et kandidatfag i latinamerikastudier.

## Historie
I 1990'erne fik instituttet sit egen bibliotekssamling i Nobelbiblioteket. I dag er instituttet placeret ved Nobelparken i det nordlige Århus og udgør en del af Det Humanistiske Fakultet (Aarhus Universitet).

## Centre
Institut for sprog, litteratur og kultur har tilknytning til fem forskningsceentre:
- Canadian Studies Centre (CSC)
- Centre of Irish Studies (CISA)
- Latin American Center (LACUA) Arkiveret 15. februar 2009 hos  Wayback Machine
- American Studies Center Aarhus (ASCA)
- Center for Antikstudier Arkiveret 27. marts 2009 hos  Wayback Machine